# Нари (Вьетнам)
Нари (вьет. Na Rì) — уезд на востоке провинции Баккан, Вьетнам.

## География
Уезд Нари расположен на востоке провинции Баккан. Столица уезда — город Йенлак, расположенный на шоссе 3B в 72 км на восток от города Баккан.
- На севере граничит с уездом Нганшон.
- На западе граничит с уездом Батьтхонг и Тёмой.
- На юге граничит с уездом Воняй, провинция Тхайнгуен.
- На востоке граничит с уездами Биньзя и Чангдинь провинции Лангшон.

Уезд занимает площадь 864 кв. км², население — 38 263 человека (на 2019 год).
Шоссе 279 соединяет Нари с Нганшоном на северо-западе и с Биньзя на юго-востоке.

## Административное деление
Район Нари включает в себя город Йенлак (столица уезда) и 16 общин: Конминь, Кыле, Кыонглой, Зыонгшон, Донгса, Кимхи, Кимлы, Льемтхюи, Лыонгтхыонг, Куангфонг, Шонтхань, Чанфу, Ванланг, Ванминь, Ванву и Сюанзыонг.

## История
К 1976 году уезд Нари провинции Бактхай включал 21 общину.
8 апреля 1985 года был образован город Йенлак, столица уезда.
6 ноября 1996 года была восстановлена провинция Баккан, куда вошёл Нари.

## Население
| 2019   |
| ------ |
| 38 263 |

### Известные уроженцы
- Нонг Дык Ман, бывший генеральный секретарь Коммунистической партии Вьетнама, родом из общины Куонглой .